# 兰浦
兰浦，字滨南、又字耕余，江西景德镇人。清朝乾隆年间陶瓷家，景德镇是中国瓷都，兰浦生于斯长于斯，对景德镇瓷器的制造过程和瓷器工场的组织了如指掌。兰浦毕生留心观察和记录景德镇瓷器的生产情况，随时记录，佐以参考历代有关陶瓷的书籍，著成《景德镇陶录》书稿，经弟子郑廷桂整理于清嘉庆二十年（1815年）成书。